# 남양평 분기점
남양평 분기점(S.Yangpyeong Junction, 남양평JC)은 경기도 양평군 강상면 대석리에 설치될 예정인 중부내륙고속도로와 수도권제2순환고속도로가 만나는 분기점이자 수도권제2순환고속도로 화성 ~ 양평 구간의 종점이다. 2026년에 개통될 예정이다.

## 연혁
- 2020년 2월 24일 : 2026년까지 수도권제2순환고속도로 양평 ~ 이천 구간 건설을 위해 양평군 도시계획시설 교통광장 강상면 대석리 일원을 남양평 분기점으로 고시[1]

## 구조물 정보
- 위치 : 경기도 양평군 강상면 대석리

## 접속하는 노선

### 창원・양평방면
- 중부내륙고속도로

### 화성방면
- 수도권제2순환고속도로